# Marek Samborski
Marek Stanisław Samborski (ur. 18 czerwca 1959 w Gromadce) – polski polityk, urzędnik, poseł na Sejm I kadencji.

## Życiorys
Ukończył w 1981 fizykę w Wyższej Szkole Pedagogicznej w Opolu. Pracował jako kontroler jakości produkcji w ZACh „Metalchem”, nauczyciel, urzędnik, przedsiębiorca. W 1984 uzyskał absolutorium w Papieskiej Akademii Teologicznej w Krakowie na kierunku filozoficznym.
W 1980 wszedł w skład Tymczasowego Komitetu Założycielskiego NZS na WSP, a następnie został pierwszym przewodniczącym NZS WSP w Opolu. Po wprowadzeniu stanu wojennego był internowany przez dziesięć dni.
W 1991 z ramienia Kongresu Liberalno-Demokratycznego został wybrany do Sejmu I kadencji. W 1993 nie ubiegał się o reelekcję.
W okresie rządu Jerzego Buzka pracował w Opolskim Urzędzie Wojewódzkim. Był członkiem Partii Konserwatywnej i Stronnictwa Konserwatywno-Ludowego. W wyborach samorządowych w 2002 bez powodzenia ubiegał się o mandat radnego Opola z listy komitetu Wspólnota Prawe Miasto, a w 2006 i 2010 z listy Prawa i Sprawiedliwości. W 2011 przystąpił do ugrupowania Polska Jest Najważniejsza i w wyborach parlamentarnych w tym samym roku kandydował do Sejmu z listy tej partii.